# Harmelinopora plana
Harmelinopora plana är en mossdjursart som beskrevs av Brood 1976. Harmelinopora plana ingår i släktet Harmelinopora och familjen Tubuliporidae. Inga underarter finns listade i Catalogue of Life.